# Bezpieczeństwo terytorialne
Bezpieczeństwo terytorialne – poziom bezpieczeństwa państwa lub terytorium wynikający z jego uwarunkowań geograficznych. Na bezpieczeństwo terytorialne składają się następujące czynniki:
- atrakcyjność
- dostępność
- obronność
- możliwość utrzymania

Wysokie bezpieczeństwo terytorialne ma państwo o małej atrakcyjności (np. pozbawione surowców naturalnych), do którego trudno jest się dostać armii agresora (np. ze względu na bariery takie jak góry lub odległe położenie), którego uwarunkowania geograficzne przekładają się na zwiększone walory obronne i które ciężko jest utrzymać po podbiciu (np. ze względu na rozległość terytorialną).
Niskim bezpieczeństwem terytorialnym często tłumaczono kolejne demontaże państwa polskiego pod koniec XVIII wieku, czy w 1939. Polska była już od średniowiecza terytorium atrakcyjnym dla sąsiadów dążących do zdobycia nowych ziem, który to proces nasilił się w XVIII w. Zarazem jako kraj nizinny o długich granicach lądowych Polska była niezwykle łatwo dostępna i nie posiadała znaczniejszych walorów obronnych. Wszystkie większe migracje na linii wschód-zachód w Europie przebiegały przez terytorium Polski: wędrówki Gotów, Wandalów, Awarów i Madziarów, najazd Batu-chana w latach 1241–1242, kampania Napoleona w latach 1807–1812 i Hitlera w latach 1939-1941. Bezpieczeństwo terytorialne Polski podnosiła jedynie trudność utrzymania jej terytorium. Ze względu na rozległość kraju i niską obronność granic zagrożeniem po jego podbiciu stawali się zarówno sąsiedzi jak i bunty wewnętrzne.
Czynniki bezpieczeństwa terytorialnego często decydowały o powodzeniu kampanii wojennych. Przykładowo, o ile Związek Radziecki bez problemów stłumił w 1956 powstanie na nizinnych Węgrzech, o tyle dziesięcioletnia ofensywa tego państwa w górzystym Afganistanie (1979–1989) zakończyła się porażką.